# 宮島達男
宮島 達男（みやじま たつお、1957年〈昭和32年〉1月16日 - ）は、日本の現代美術家。東京都江戸川区出身。

## 人物
｢Art in You（芸術はあなたの中にある）｣という考え方を基盤に、発光ダイオード（LED）を使用したデジタルカウンター等、LEDの作品を特徴とする美術家である。また、コンピュータグラフィックス、ビデオなどを使用した作品も手掛けている。

## 経歴
美術家を志望したのは佐伯祐三、青木繁の自然体で自由な生き方に憧れたことが発端で、東京都立小岩高等学校を経て1984年（昭和59年）に東京藝術大学美術学部油画科を卒業（学士）、1986年に東京藝術大学大学院美術研究科絵画専攻修了（修士）。
大学在学中には油絵を学んでいたが、油絵では自分の言いたいことを表現できないもどかしさがあると感じ、現在においても作品制作のテーマとなっている｢それは変化し続ける｣、｢それはあらゆるものと関係を結ぶ｣、｢それは永遠に続く｣の3つのコンセプトを形にする手段を模索していたところ、偶然LEDと出会う。1987年（昭和62年）には初めてLEDの作品を発表し、1990年（平成2年）にアジアン・カルチュラル・カウンシルの招きによりニューヨークに転居。同年、ドイツ文化省芸術家留学基金留学生としてベルリンに転居し、翌1991年（平成3年）まで居住。1992年（平成4年）の帰国後は茨城県守谷市に転居、以降は1993年（平成5年）にカルティエ現代美術財団アーティスト・イン・レジデンスプログラムによりパリに滞在した。
2006年（平成18年）に東北芸術工科大学副学長に就任。2014年（平成26年）に京都造形芸術大学副学長も兼任。2016年両校を退職。現在は両校の客員教授。

## 受賞歴等
- 1998年 ロンドン・インスティテュート名誉博士号
- 1998年 日本現代芸術振興賞
- 2021年 第71回芸術選奨文部科学大臣賞[4]

## LED作品群

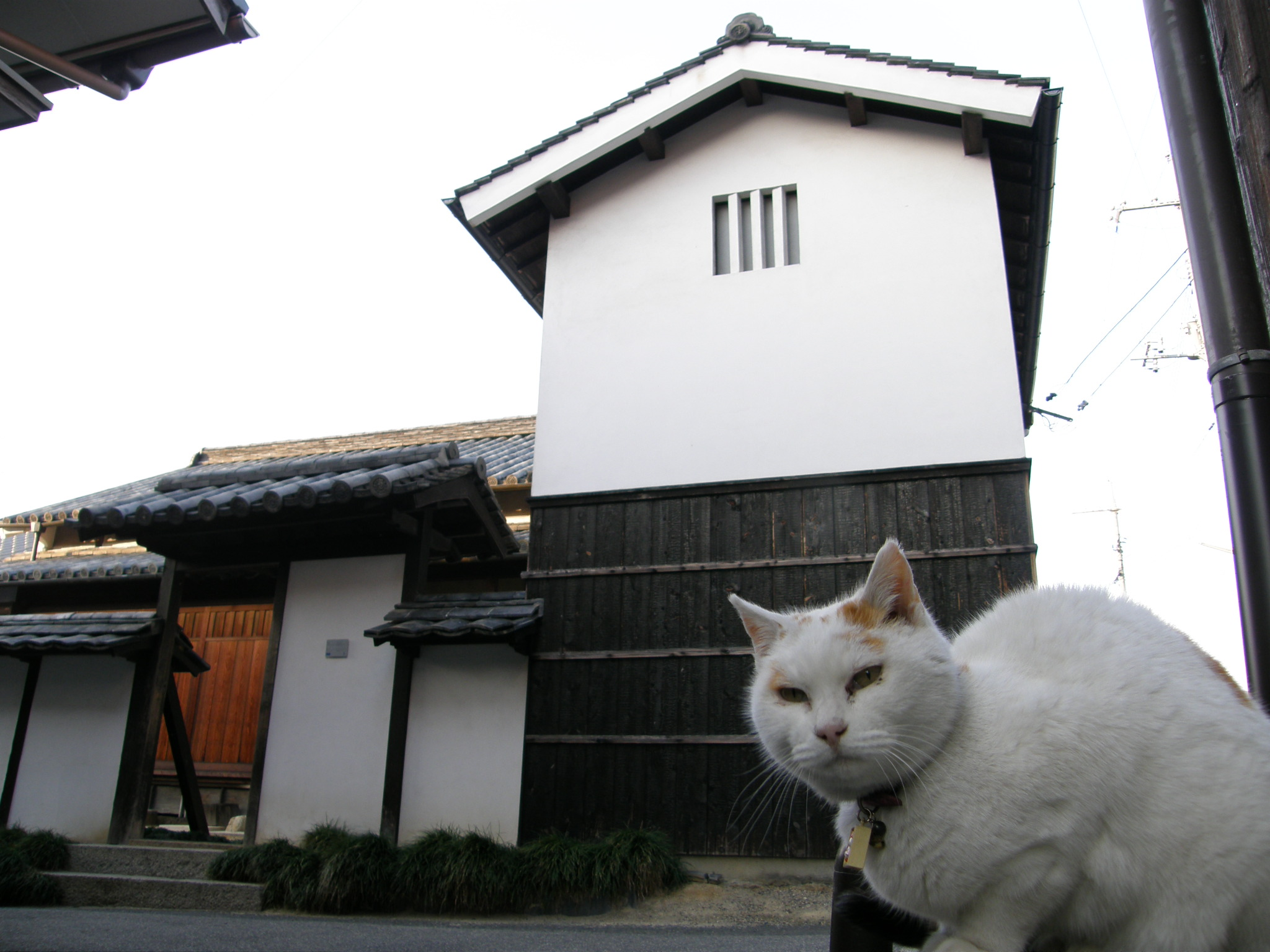
宮島のLEDデジタルカウンターによる作品「時の海 '98」が置かれる「角屋」（家プロジェクト）

宮島は、藝大在学中から作品発表を開始し、1980年代には街頭でのパフォーマンスや家電製品などを利用したインスタレーションなどを行っていた。LEDを使用した作品を最初に発表したのは1987年である。1988年、ヴェネツィア・ビエンナーレの「アペルト88（若手作家部門）」に出品した作品 「時の海」 が高い評価を得、国際的に知られるようになった。「時の海」 は、暗い部屋の床一面に発光ダイオードの数字が明滅するものであった。以後、世界各地で作品を発表し、1999年のヴェネツィア・ビエンナーレには日本代表として出品。この頃から世界的に高い評価を得るようになった。
宮島の典型的な作品は、暗い部屋に置かれたLEDのデジタルカウンターが、「1」から「9」までの数字を刻むものである。デジタルカウンターは数千個単位で用いられることが多い。注意すべきことは、デジタルカウンターの刻む数字は「1」から「9」までであって、決して「0」（ゼロ）を表示しないことと、その明滅する速度が一定ではなく、個々のLEDによって異なることである。
これは、人間が生まれ、死に、そして再生する「輪廻」の東洋的な思想を現代のテクノロジーを用いて表現したものだという。東京都現代美術館に設置された作品『それは変化し続ける　それはあらゆるものと関係を結ぶ　それは永遠に続く』（1998年）は、関係性、永遠性といった宮島のテーマを作品名に如実に表したものである。
この作品は展示場所（東京都現代美術館）を考慮して制作したもので、暗い部屋で展示されることが多い宮島の作品には珍しく明るい展示室に置かれている。

## デス・シリーズ
「デス・オブ・タイム」（1990年－1992年）、ヴェネツィア・ビエンナーレ出品作の「メガ・デス」（1999年）、そして「デス・クロック」（2003年）の3作品は生と死をテーマとした三部作「デス・シリーズ」を構成している。
「メガ・デス」は部屋を囲む壁面全体に無数のLEDが数字を刻み、入ってきた観客がある特定の場所に立つと、全てのLEDが一瞬で消え、数分後に徐々にLEDが動き出すまで暗闇が訪れるものである。戦争や災害による大量死を髣髴とさせ、見たものを慄然とさせる作品である。
「デス・クロック」は200部限定で販売した、CD-ROMによる作品で、作者と購入者が共同で制作する作品である。購入者は、自分の「デス・オブ・タイム」を各自設定し、入力する。そして作品購入時の自分の顔写真を撮影する。コンピュータのスクリーンの上では、購入者の顔写真にオーバーラップして、デジタルカウンターがカウントダウンを始める。カウントダウンは数字が「0」になるまで、すなわち、購入者が入力した「タイム・オブ・デス」まで続く、というものである。

## 時の蘇生・柿の木プロジェクト
また、長崎市で原爆によって被爆した柿の木から採取した種を苗木に育て、展覧会場などあらゆる場所で配り、また世界中の子供たちと植えていく「『時の蘇生』柿の木プロジェクト」を展開している。
これは現代美術家であるヨーゼフ・ボイスの「7000本の樫の木」プロジェクトに倣い始めたものと語っている。1984年、ボイスが生涯唯一の来日を果たして東京藝術大学で対談式講演を行なった際、宮島も聞き手として登壇したことをメディアで壊述している。また、その際にボイスが残した板書はそのものが作品として東京藝大に所蔵されている。

## 出演作品

### ビデオ
- すばらしきわが人生 Part6（2000年、シナノ企画）